# Gatans serenad
Gatans serenad är en svensk kortfilm från 1941 i regi av Ivar Johansson. 

## Om filmen
Filmen premiärvisades den 15 november 1941 på biograf Skandia vid Drottninggatan i Stockholm. Filmen spelades in i Filmstaden Råsunda  med exteriörer från Berns, Den Gyldene Freden, Oscarsteatern och Café Prag i Stockholm av Albert Rudling. För koreografin av Gustav Wallys dansnummer svarade George Gé. Filmen producerades som en extra kortfilm till filmen Tåget går klockan 9.

## Rollista i urval
- Evert Taube – trubadur på Den Gyldene Freden
- Gösta Jonsson – revysångare på Scalateaterns "Snurriga revyn"
- Gustav Wally – sångare och dansör på Oscars
- Maritta Marke – revysångerska på Scalateaterns "Snurriga revyn"
- Ulla Billquist – sångerska på Berns
- Britt Nilsson – swingsångerska på Café Prag
- Greta Liming – Margit Sjöström
- Nils Kihlberg – Åke, kompositör
- Evert Granholm – Kurt Borg, textförfattare
- Gösta Bodin – Agaton Borell, kamrer, ledare för Smörlanda orkesterförening
- Lillian Helle-Broe – dansös på Oscars
- Ylva Hedenblad – dansös på Oscars
- Arthur Österwall – sångare och kontrabasist i Seymours orkester
- Arne Söderberg – dragspelare på Café Prag
- Tore Bark – gitarrist på Café Prag
- Tore "Knatten" Andersson – kontrabasist på Café Prag
- Axel Isaksson – konferencier på Café Prag
- Seymour Österwall – ledare för Seymours orkester på Berns
- Sven Stiberg – elgitarrist i Seymours orkester
- Charlie Norman – pianist i Seymours orkester
- Åke Brandes – trumslagare i Seymours orkester
- Rune Ander – trumpetare i Seymours orkester

## Filmmusik i urval
- Med en sång på mina läppar, kompositör och text Nils Perne och Sven Paddock sång Britt Nilsson
- Ho-dadia-da (Musik ska' de' va'), kompositör Arthur Österwall, text Nils Perne och Sven Paddock, sång Arthur Österwall
- Swing it, Karlsson!, kompositör och text Nils Perne och Sven Paddock, sång Maritta Marke och Gösta Jonsson
- Sjösalavals (Rönnerdahl han skuttar), kompositör och text Evert Taube, sång Evert Taube
- I, Yi, Yi, Yi, Yi (I Like You Very Much) (Aj, aj, aj, aj, aj, aj), kompositör Harry Warren, engelsk text 1941 Mack Gordon svensk text 1941 Roni
- Taking a Chance on Love / Fooling Around with Love (Han var den bättre där), kompositör Vernon Duke, text Fooling Around with Love Ted Fetter text Taking a Chance on Love John Latouche svensk text Nils Perne och Sven Paddock, sång Gustaf Wally, dans Gustav Wally, Lillian Helle-Broe och Ylva Hedenblad
- Gatans serenad, kompositör Nils Perne, text Nils Perne och Sven Paddock, sång Evert Granholm och Ulla Billquist